# Schizaea × diversispora
Schizaea × diversispora là một loài dương xỉ trong họ Schizaeaceae. Loài này được Bierh. mô tả khoa học đầu tiên năm 1971.
Danh pháp khoa học của loài này chưa được làm sáng tỏ. 